# Paropioxys limbatipennis
Paropioxys limbatipennis är en insektsart som beskrevs av Schmidt 1911. Paropioxys limbatipennis ingår i släktet Paropioxys och familjen Eurybrachidae. Inga underarter finns listade i Catalogue of Life.